# Nikołaj Wołkow
Nikołaj Fiodorowicz Wołkow (ros. Николай Федорович Волков, ur. 1898 we wsi Fiodorowka w guberni niżnonowogrodzkiej, zm. 23 września 1938 w Kijowie) – radziecki polityk.

## Życiorys
W 1918 został członkiem RKP(b), do 1919 pracował we Wsieobuczu w guberni niżnonowogrodzkiej. Studiował w Instytucie Czerwonej Profesury (do 1933), po ukończeniu którego został skierowany do obwodu dniepropietrowskiego jako funkcjonariusz partyjny, później 1936-1937 był I sekretarzem nowobożańskiego rejonowego komitetu KP(b)U w obwodzie odeskim, a obecnie w obwodzie mikołajowskim. W 1937 krótko był p.o. przewodniczącego Komitetu Wykonawczego Odeskiej Rady Obwodowej, następnie od września 1937 do maja 1938 I sekretarzem Biura Organizacyjnego KC KP(b)U na obwód mikołajowski. 30 kwietnia 1938 został aresztowany podczas wielkiego terroru i następnie rozstrzelany.